# Quinton Aaron
Quinton Aaron, né en 1984 dans le Bronx, est un acteur américain. Il est essentiellement connu du grand public pour le rôle de Michael Oher dans The Blind Side (2009).

## Filmographie
- 2008 : Soyez sympas, rembobinez de Michel Gondry : Q
- 2009 : The Blind Side de John Lee Hancock : Michael Oher
- 2014 : Le Chaos de Vic Armstrong : Simon
- 2016 : Traded de Timothy Woodward Jr. : Silas

### Télévision
- 2010 : New York, unité spéciale : Damien Woods (saison 11, épisode 17)
- 2011 : Les Frères Scott : Tommy (saison 8, épisodes 14 et 17)
- 2011 : Drop Dead Diva : Jacob Cambell (saison 3, épisode 11)